# Grand View
Grand View è una città degli Stati Uniti d'America, situata nello Stato dell'Idaho e in particolare nella Contea di Owyhee.